# Renaud et Armide (ballet)
Pour les articles homonymes, voir Renaud et Armide.
 (mars 2018).
Si vous disposez d'ouvrages ou d'articles de référence ou si vous connaissez des sites web de qualité traitant du thème abordé ici, merci de compléter l'article en donnant les références utiles à sa vérifiabilité et en les liant à la section « Notes et références ».
Renaud et Armide est un ballet de Jean-Georges Noverre (1727-1810), musique de Jean-Joseph Rodolphe (1730-1812), créé à Lyon vers 1760.

## Argument
Ce ballet narre l'amour malheureux d' Armide pour le chevalier croisé Renaud.
Armide tend un piège au chevalier pour l'attirer sur son ile avec l'aide de son peuple de créatures marines. Bien qu'il soit son ennemi, elle tombe amoureuse de Renaud et tente en vain de le retenir par des enchantements. Armide se tue alors dans une crise de démence.

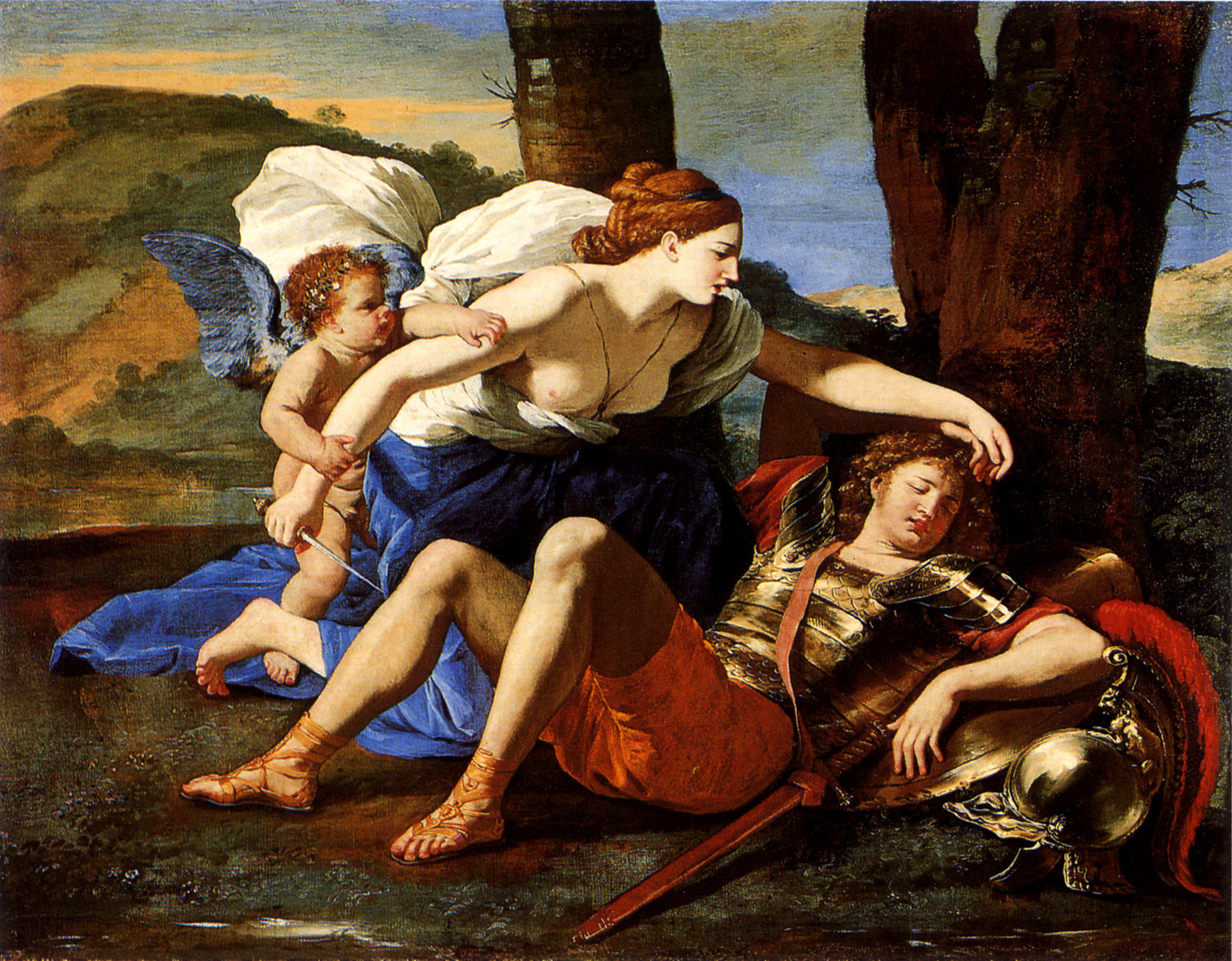
Renaud et Armide par Nicolas Poussin (1629)

## Représentations
- Lyon (1760) -
- Stuttgart (1763)
- Versailles (1775)
- Milan (1775)
- Londres (1782)
- Paris - Opéra comique (2012) avec aussi le ballet Jason et Médée

## Les personnages
- Armide
- Renaud
- Le Chevalier danois
- Ubalde
- Monstres marins, Naïades et Habitants des mers

(Stuttgart, version 1763)

## à l'Opéra comique (Paris)  en 2012
- Hervé Niquet, direction musicale
- Marie-Geneviève Massé, chorégraphie
- Vincent Tavernier, Mise en scène
- Antoine Fontaine, décors
- Olivier Bériot, costumes
- Hervé Gary, Lumières

- Sabine Novel (Armide) , Noah Hellwig La Chevalier (Renaud), Olivier Collin (Le Chevalier danois), Bruno Benne (Ubalde)
- Sarah Berreby, Adrian Navarro, Émilie Brégougnon, Daniel Housset
- Danse: Compagnie de danse baroque l'Éventail
- Orchestre: Le Concert Spirituel

Pour ce spectacle, l'ouverture a été développée. D'autre part, la première apparition d' Armide et sa scène de fureur ont été allongés par l'adjonction de quelques numéros du ballet La mort d'Hercule de Deller.